# Erik Jendrišek
Erik Jendrišek (né le 26 octobre 1986 à Trstená) est un joueur de football slovaque. Il joue pour l'AS Trenčín.

## Palmarès

### en club
- MFK Ružomberok
  - Vainqueur du Championnat de Slovaquie : 2006
  - Vainqueur de la Coupe de Slovaquie : 2006
- 1.FC Kaiserslautern
  - Vainqueur de la 2.Bundesliga : 2010

### distinctions
- Meilleur buteur du Championnat de Slovaquie 2005-2006